# Giorgio Casali
Giorgio Casali (Lodi, 27 luglio 1913 – Milano, maggio 1995) è stato un fotografo italiano.

## Biografia
Nato nel 1913 e rimasto orfano di entrambi i genitori, si trasferisce a Milano nel 1928. Comincia a lavorare come garzone nello studio fotografico Rambaldi, dove fa l'apprendistato fotografico. Nel 1938 avvia uno studio fotografico in società con Giovanni Muzzarelli. Nel 1951 ha l'opportunità di entrare in contatto con Gio Ponti per il quale realizza le immagini della Superleggera. Da questo momento matura una proficua collaborazione di circa trent'anni con la rivista internazionale Domus.
Casali diviene così l'interprete di numerose tra le grandi opere dell'architettura del dopoguerra e del design made in Italy. Come inviato di Domus, è testimone dei principali avvenimenti dell'arte e dell'architettura quali la Biennale di Venezia e la Triennale di Milano negli anni del boom economico.
Durante la collaborazione con Domus, Casali diventa il fotografo preferito da molti tra i più importanti architetti e designer italiani: ai nomi di Franco Albini, Gianni Avon, Gae Aulenti, Studio BBPR, Melchiorre Bega, Piero Bottoni, Joe Colombo, Vico Magistretti, Bruno Morassutti, Marcello Nizzoli, Alberto Rosselli, Ettore Sottsass jr, Vittoriano Viganò, Marco Zanuso, Giancarlo De Carlo, Ignazio Gardella, Angelo Mangiarotti e Luciano Baldessari. A lui si affidano inoltre le principali aziende italiane del settore del design (Cassina, Gavina, Knoll, Kartell e altri ancora) per la presentazione e pubblicizzazione dei loro prodotti.
Tra i reportage più rappresentativi si ricordano quelli per:
- il grattacielo Pirelli (Milano)
- la cattedrale di Taranto di Gio Ponti
- la Chiesa dell'Autostrada del Sole di Giovanni Michelucci
- la Torre Velasca dello studio BBPR
- la tomba monumentale Brion di Carlo Scarpa.

Inoltre ritrae all'opera gli artisti Lucio Fontana e Fausto Melotti.
Nel 1971 riceve il premio "A d'oro" della città di Milano riservato ai migliori fotografi di architettura, interni e design.
A partire dagli anni settanta, il figlio Oreste, la cui presenza risulta costante nel corso della sua produzione fotografica, comincia a lavorare attivamente col padre nella realizzazione dei servizi per Domus. Dopo Domus, padre e figlio continuano a lavorare nel mondo dell'architettura esponendo le proprie fotografie in numerose mostre e realizzando reportages.
Giorgio Casali muore nel maggio del 1995, seguito a distanza di due mesi dal figlio.
Il fondo fotografico Casali è conservato presso l'Archivio progetti dell'Università IUAV di Venezia.